# Смажене курча
Смажена курка, також відома як південна смажена курка — це страва, що складається зі шматочків курки, вкритих приправленим борошном або кляром і обсмажених на сковороді, у фритюрі, під тиском або на повітрі. Панірування додає курці хрустку оболонку або скоринку, зберігаючи сік у м'ясі. Найчастіше використовують курчат-бройлерів.
Першою стравою, яка була смажена у фритюрі, були оладки, які були популярні в європейському Середньовіччі. Проте шотландці були першими європейцями, які почали смажити свою курку в жирі. Тим часом у багатьох західноафриканських народів існували традиції смаженої курки з приправами (щоправда, збиваючи та готуючи курку в пальмовій олії).

## Історія
Американський англійський вислів «смажена курка» вперше був записаний у 1830-х роках і часто зустрічається в американських кулінарних книгах 1860-х і 1870-х років. Походження смаженої курки в південних штатах Америки було простежено до прецедентів у шотландській та західноафриканській кухні. Шотландську смажену курку готували в жирі, а західноафриканську смажену курку додавали різні приправи, і робили в клярі і готували в пальмовій олії. Шотландська техніка смаження та африканська техніка приправ використовувалися на півдні Америки поневоленими африканцями.
Смажена курка забезпечила певні засоби незалежної економіки для поневолених і сегрегованих афро-американських жінок, які стали відомими продавцями птиці (живої або вареної) ще в 1730-х роках. Через дорогу природу інгредієнтів це було, незважаючи на поширену думку, рідкісну страву в афро-американській спільноті, яку зарезервували (як і в Африці) для особливих випадків. Коли смажена курка потрапила на південь Америки, вона стала звичайним продуктом харчування. Пізніше, коли работоргівля призвела до того, що африканців залучали працювати на південні плантації, поневолені люди, які стали кухарями, використовували приправи та спеції, яких не було в традиційній шотландській кухні, збагачуючи смак. Оскільки більшість поневолених людей не могли вирощувати дороге м'ясо, але зазвичай їм дозволялося тримати курей, в афроамериканських громадах Півдня продовжували смажити курку в особливих випадках, особливо в періоди сегрегації, коли більшість ресторанів були закриті для темношкірого населення.
Смажена курка по-американськи поступово увійшла в повсякденне вживання як загальна південна страва, особливо після скасування рабства, і її популярність поширилася. Оскільки смажена курка добре подорожувала в жарку погоду до того, як охолодження стало звичним явищем, а зростання промисловості знизило її вартість, вона отримала подальшу популярність на півдні. Смажена курка продовжує залишатися серед найкращих варіантів для «недільної вечері» в цьому регіоні. Такі свята, як День Незалежності та інші зустрічі, часто є цією стравою. Упродовж XX століття мережеві ресторани, які зосереджувалися на смаженій курці, почалися під час буму в індустрії швидкого харчування. Такі бренди, як Kentucky Fried Chicken (KFC) і Popeyes, поширилися в Сполучених Штатах і всім світом.
До індустріалізації виробництва курей і створення бройлерних порід курчат, тільки молоді весняні кури (молоді або півники) були придатні для високої температури і відносно швидкого часу смаження, що робило смажену курку розкішшю весни і літа. Для старших, міцніших птахів потрібно довше готувати при нижчих температурах. Щоб компенсувати це, інколи більш жорстку птицю варять до м'якості, дають їй охолонути й висушують, а потім смажать.

## Опис

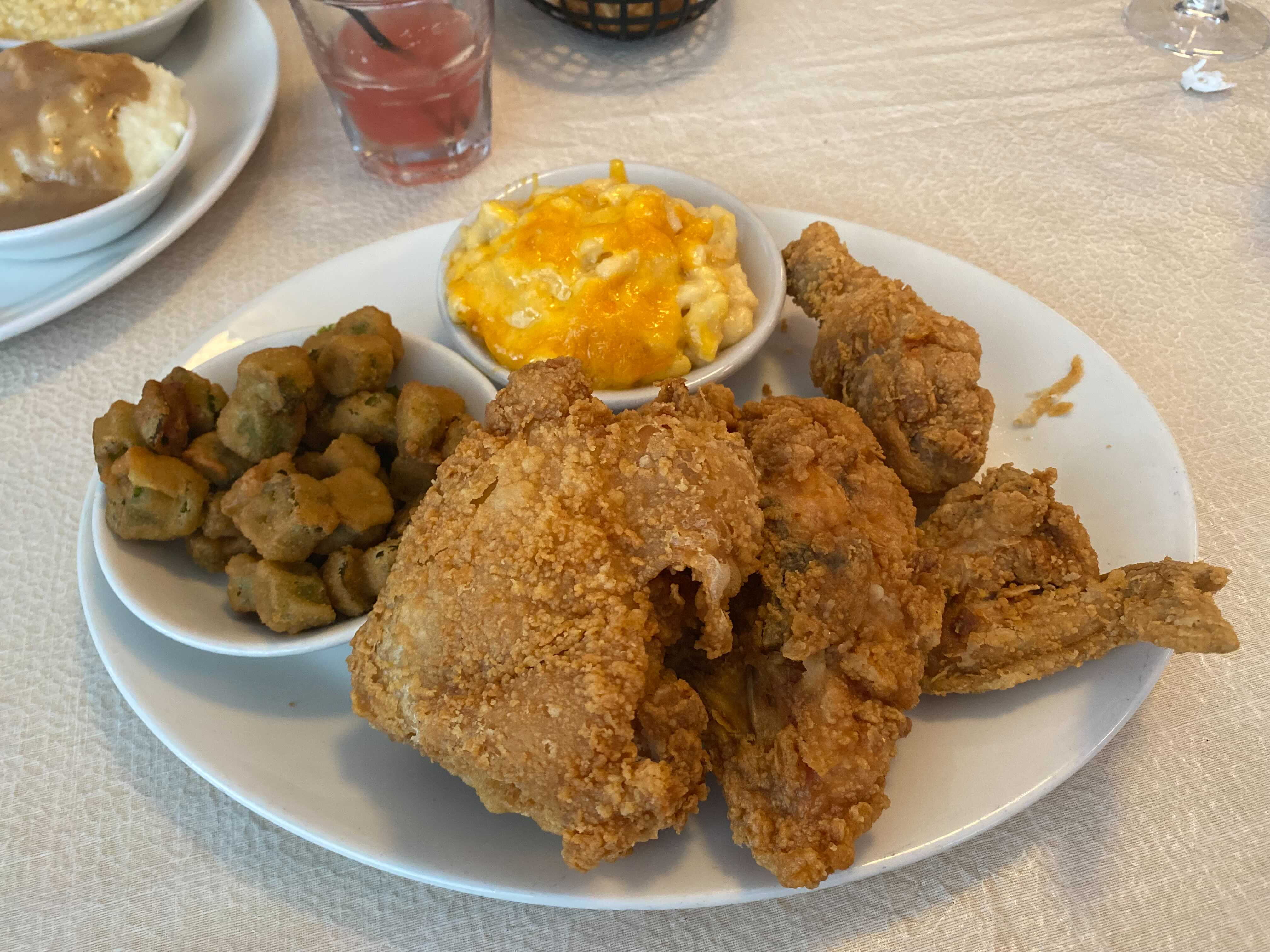
Смажена курка з гарнірами, смажена бамія, макарони з сиром

Смажена курка була описана як «хрустка» і «соковита», а також як «хрустка». Страву також називали «гострою» і «солоною». Іноді смажену курку також поливають чилі, як паприка, або гострим соусом, щоб надати їй пікантного смаку. Це особливо часто зустрічається в мережах ресторанів швидкого харчування, таких як KFC. Страва традиційно подається з картопляним пюре, підливою, макаронами з сиром, капустяним салатом, кукурудзою або печивом.
Страва відома своєю жирністю, особливо в закладах швидкого харчування.Повідомлялося навіть, що деякі з тих, хто любить їсти цю їжу, обмежують себе куштуванням її лише певну кількість разів на рік, щоб споживання жиру було досить низьким. Із різних частин тварини, які використовуються для смаженої курки, крильця, як правило, містять найбільше жиру, майже 40 грамів (1,4 унція) жиру на кожні 100 грамів (3,5 унція). Однак середня ціла смажена курка містить лише близько 12 % жиру, або 12 грамів (0,42 унція) на кожні 100 грамів (3,5 унція) . 100 грамів (3,5 унція) смаженої курки, як правило, містить близько 240 калорій енергії.

## Приготування

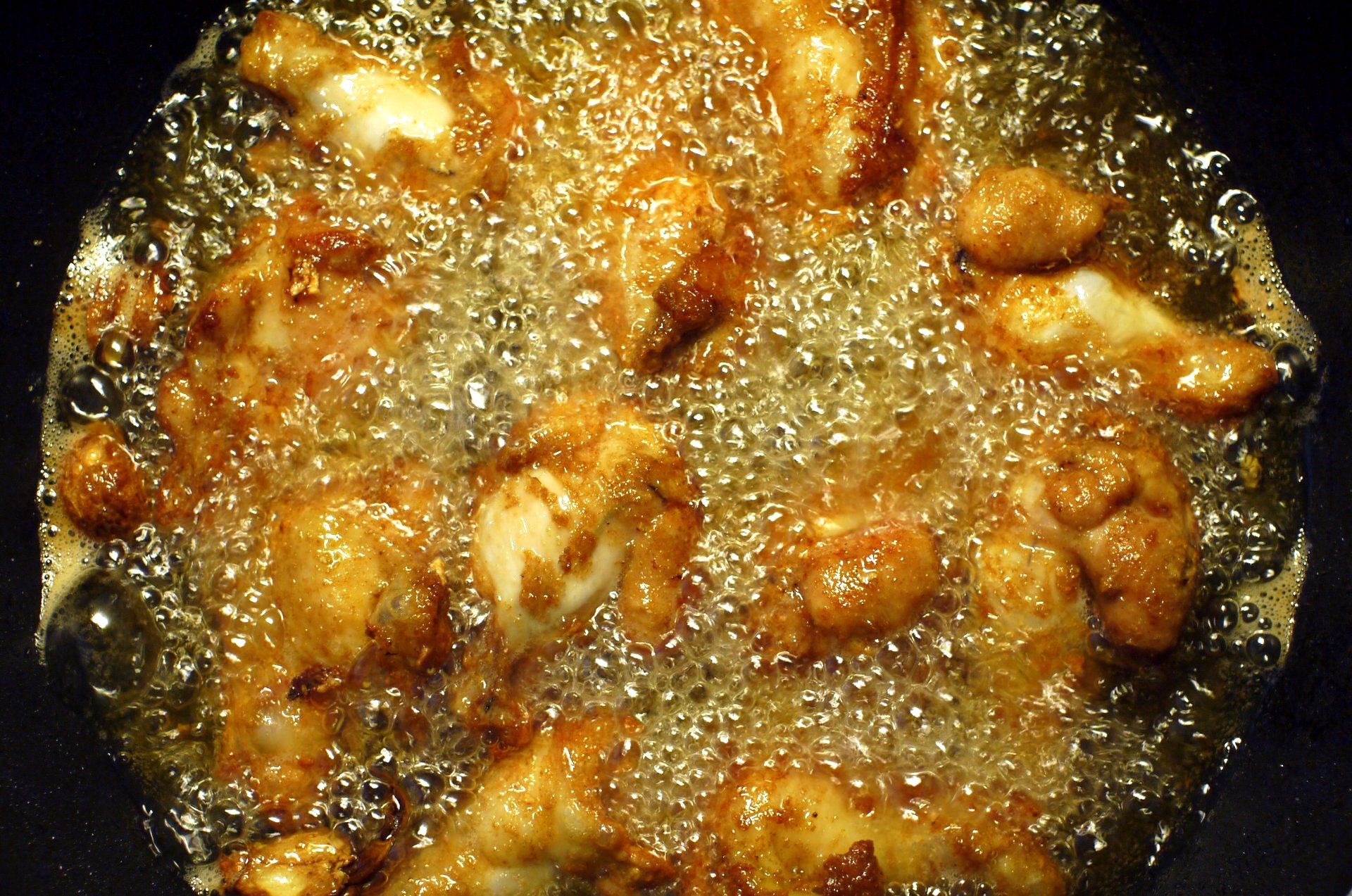
Смаження курячих крил на кукурудзяній олії

Як правило, курчат не смажать цілком. Замість цього курка ділиться на складові частини. Частини білого м'яса — це грудка та крильця з передньої частини курки, тоді як частини з темного м'яса — це стегна та ніжки або «гомілки» з задньої частини курки. Грудку зазвичай розділяють на дві частини, а спинку зазвичай викидають. Також часто використовуються курячі пальці, які являють собою шматочки курячої грудки без кісток, нарізані довгими смужками.
Щоб підготувати шматочки курки до смаження, їх зазвичай обмазують борошняним кляром, який може містити яйця або молоко, або їх можна подрібнити в борошні чи панірувальних сухарях. Такі приправи, як сіль, чорний перець, порошок чилі, паприка, часниковий порошок або цибульний порошок, можна змішати з борошном. Будь-якому процесу може передувати маринування або занурення в пахту, кислотність якої діє як розм'якшувач м'яса. Коли шматочки курки варяться, частина вологи, яка виділяється з курки, поглинається борошном і підрум'янюється разом із борошном, утворюючи ароматну скоринку.

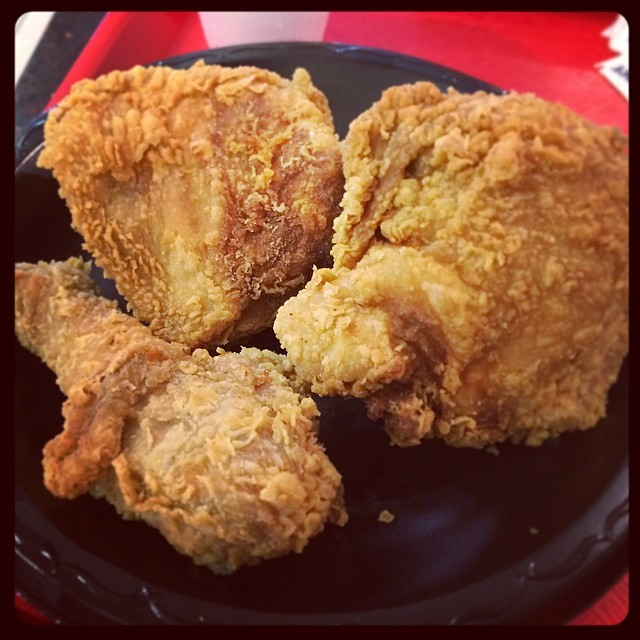
Пасхальське смажена курка, Атланта, Джорджія

Традиційно для смаження курки використовують смалець, але також часто використовують кукурудзяну, арахісову, ріпакову, соєву чи інші рослинні олії. Смак оливкової олії, як правило, вважається занадто сильним, щоб використовувати її для традиційної смаженої курки, а її низька температура диму робить її непридатною для використання. Існує три основних способи смаження курчат: смаження на сковороді, смаження у фритюрі та запікання.
Для смаження на сковороді (або неглибокого смаження) потрібна сковорода міцної конструкції та джерело жиру, яке не занурює курку повністю. Шматочки курки готують, як описано вище, потім обсмажують. Як правило, жир нагрівають до температури, достатньої для того, щоб ущільнити (без підрум'янювання на цьому етапі) зовнішню частину шматочків курки. Після того, як шматочки додано в гарячий жир і запечатано, температуру зменшують. Існують дебати щодо того, як часто перевертати шматочки курки, причому один табір сперечається про те, щоб часто перевертати та навіть підрум'янювати, а інший табір наполягає на тому, щоб шматки залишали шкірою вниз і перевертали лише за потреби. Коли шматочки курки будуть готові, температуру підвищують, і шматки підрум'янюються до бажаного кольору (деякі кухарі додають у цей момент невелику кількість вершкового масла, щоб підрум'янити). Волога з курки, яка прилипає та підрум'янюється на дні сковороди, стає необхідною для приготування соусу.
Для смаження у фритюрі потрібна фритюрниця або інші пристрої, в яких шматочки курки можна повністю занурити в гарячий жир. Процес смаження полягає в тому, що їжа повністю поміщається в олію, а потім готується при дуже високій температурі. Заготовки готуються, як описано вище. Жир розігрівають у фритюрі до потрібної температури. Шматочки додають у жир і підтримують постійну температуру протягом усього процесу приготування.
Для прискорення процесу можна використовувати скороварку. Волога всередині курки перетворюється на пару і підвищує тиск у плиті, тому необхідно знизити температуру приготування. Пара також готує курку, але все ще дозволяє шматкам бути вологими та ніжними, зберігаючи хрустке покриття. Жир розігрівається в скороварці. Шматочки курки готують, як описано вище, а потім кладуть у гарячий жир. На скороварку ставиться кришка, і таким чином під пресом обсмажуються шматочки курки. Оригінальний рецепт, який використовувався франшизою KFC, використовував цей метод, який компанія Broaster рекламувала як «піджарку».
Похідні фрази «смажене по-сільському» та «смажене курча» часто стосуються інших страв, приготованих у вигляді смаженої курки. Зазвичай це означає розм'якшений шматок м'яса без кісток, посипаний борошном або кляром і приготований будь-яким із описаних способів. Поширеною стравою цього різновиду є смажений курячий стейк. Такі страви часто подають з підливою.

## Варіанти
- Курка Барбертон, також відома як «сербська смажена курка», — це версія, створена сербськими іммігрантами в Барбертоні, штат Огайо, яка була популяризована в цьому штаті.[37]
- Курка з вафлями — це поєднання страв, які традиційно подають на сніданок і вечерю за один прийом їжі, поширене в ресторанах соул-фуду на американському півдні та за його межами.[38]
- Курка Меріленд — це різновид смаженої на сковороді курки, яку часто маринують у вершковому молоці, подають із вершковим соусом і походять зі штату Меріленд. Рецепт поширився за межі Сполучених Штатів у високу кухню Оґюста Ескоф'є і, після серйозних змін, знайшов місце в кухнях Британії та Австралії.[39] Страву готують, коли сковороду зі шматочками курки та жиром, як для смаження, поміщають у духовку для приготування протягом більшої частини загального часу приготування, в основному «смажать у духовці».
- Гаряча курка, поширена в Нешвіллі, штат Теннессі, — це смажений на сковороді варіант, покритий салом і пастою з кайенського перцю.[40]
- Курячий попкорн, також відомий як «курячі шматочки» або інші подібні терміни, — це невеликі шматочки курки без кісток, побиті та смажені, у результаті чого утворюються маленькі шматочки, схожі на попкорн.[41]

## Подальше читання
- McMillan, Bo (5 липня 2014). Consumers flock to new takes on fried chicken. CNBC. Процитовано 4 серпня 2014.